# Torrassa (métro de Barcelone)
Torrassa est une station des lignes 1, 9 et 10 du métro de Barcelone.
Elle est mise en service en 1983, devient une station de correspondance avec la ligne 9 en 2016 et avec la ligne 10 en 2018.

## Situation sur le réseau

Plan du métro de Barcelone (2019).

Établie en souterrain, la station de correspondance Torrassa, dispose : d'une station située sur la ligne 1 du métro de Barcelone, entre la station Florida en direction de la station terminus Hospital de Bellvitge, et la station Santa Eulàlia, en direction de la station terminus Fondo ; et de deux stations superposées, avec chacune une voie et un quai, situées sur la partie commune à la ligne 9 et la ligne 10, entre la station Can Tries-Gornal, en direction des terminus Aeroport T1 (L9) et ZAL-Riu Vell (L10), et la station Collblanc, terminus de la ligne 10 et en direction de la station terminus Zona Universitària de la ligne 9,.

## Histoire
La station ouvre au public le 21 décembre 1983, à l'occasion de l'entrée en service des prolongements de la ligne 1 dans L'Hospitalet de Llobregat et vers Santa Coloma de Gramenet. Elle accueille ensuite les trames sud de la ligne 9 à partir de son ouverture le 12 février 2016, puis de la ligne 10 à sa mise en service le 8 septembre 2018.